# Guguan

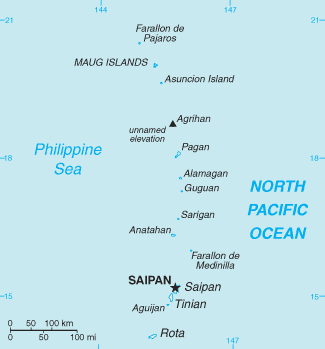
Nordmarianerna

Guguan (chamorro Guguan) är en ö i Nordmarianerna i västra Stilla havet.

## Geografi
Guguan är en liten ö bland Nordmarianerna och ligger cirka 218 km norr om huvudön Saipan och cirka 415 km nordöst om Guam. Geografiskt ligger ön i Mikronesien och de geografiska koordinaterna är 17°20′ N och 145°51′ Ö.
Ön är av vulkaniskt ursprung och har en sammanlagd areal om ca 3,9 km² med en längd på ca 2,75 km och ca 2,25 km bred. Den högsta höjden är den södra vulkanen på ca 300 m ö.h. och ön delas av en djup ravin mellan de två huvudvulkanerna.
Den obebodda ön är svårtillgänglig beroende på de branta kustklipporna.
Förvaltningsmässigt ingår Guguan i kommunen Northern Islands Municipality som omfattar alla öar norr om huvudön.
Mellan Guguan och närmaste ön Sarigan ligger området Zealandia Bank med undervattensvulkaner.

## Historia
Marianerna har troligen varit bebodd av polynesier sedan 1500-talet f Kr. Ögruppen upptäcktes av portugisiske Ferdinand Magellan i mars 1521 som då namngav öarna "Las Islas de Los Ladrones". Öarna hamnade 1667 under spansk överhöghet och döptes då om till "Islas de las Marianas".
1883 fick Guguans vulkan ett kraftigt utbrott 
Den enda dokumenterade landstigningen på ön skedde 1901 .
Under första världskriget ockuperades området i oktober 1914 av Japan. Japan erhöll förvaltningsmandat över området av Nationernas förbund vid Versaillesfreden 1919. Marianerna ingick sedan i Japanska Stillahavsmandatet.
I början på 1980-talet utsågs ön till naturskyddsområde som del i "Northern Island Wildlife Conservation Area" tillsammans med Asuncion Island, Farallon de Pajaros och Maug Islands.